# تأنيث الزراعة
في علم الاقتصاد النسوي، يشير تأنيث الزراعة إلى الزيادة القابلة للقياس لمشاركة المرأة في القطاع الزراعي، خاصة في العالم النامي.  بدأت هذه الظاهرة خلال الستينيات من القرن الماضي مع تزايد الحصص مع مرور الوقت. في تسعينات القرن الماضي، خلال فترة التحرر، أصبحت الظاهرة أكثر وضوحًا، كما ظهرت آثار سلبية من حيث السكان الإناث في الريف. بعد ذلك، أصبحت الأسواق الزراعية مؤسسات جنسانية، مما أثر على الرجال والنساء بشكل مختلف.في عام 2009، وجد البنك الدولي ومنظمة الأغذية والزراعة والصندوق الدولي للتنمية الزراعية أن أكثر من 80 في المائة من المزارعين الريفيين من أصحاب الحيازات الصغيرة في جميع أنحاء العالم هم من النساء، وقد كان السبب في ذلك هو هجرة الرجال لإيجاد عمل في قطاعات أخرى. من بين جميع النساء في قطاع العمل، وجدت الأمم المتحدة أن 45-80٪ منهن يعملن في الزراعة.
كما تم تطبيق المصطلح على ظواهر أخرى، بما في ذلك زيادة أسهم النساء في القوى العاملة الزراعية، ونزوح الذكور من المناطق الريفية، وخفض فرص النساء في الإنتاجية الزراعية، وانخفاض الأجور الريفية بسبب استبعاد المهارات. لقد جادل الناشطون بأن هذا الاتجاه خطير ويؤدي إلى انعدام الأمن الغذائي

## الخلفية
ازداد دور النساء في القطاع الزراعي خلال الستينات ولقد استمر في دور النساء في نموه- واُحتسبت النساء على نحو متزايد انهن ربات المنزل- يدرن مزارعهن الخاصة بدون مساعدة من الرجال. تلك الأسرغالبا ما تكون أفقر من نظرائها من الرجال. أحجام قطع الأراضي عادة ما تكون أصغر حجما وعندها الإمكانية للوصول إلي موارد منتجة مثل التعليم والأدوات والبذور، شيئا مسمى ب «فقر الإستثمار». النساء الزراعية العاملة قلما ما يكون لديهم تواصل اجتماعي مثل الائتمان والتسويق الشبكي. 
هناك نوعان من توجهات المحاصيل في البيئات الريفية، مورد الرزق والتصدير. النساء- ربات المنازل أكثر دائما ما يكونون من توجيه مورد الرزق وو الذي هو أكثر فقرا. المزارعون المصدرون هم أكثر عرضة بأن يكون عندهم هبة الأرض الجوهرية وأن يرأسهم الرجال. أصبح المزارعون المصدرون أكثر حساسية لصدمات الأسعار من بعد التعديلات الهيكلية، وكذلك النساء من تلك الفئة. أصبحت-النساء ربات المنازل أكثر عرضة للتغيير من المحاصيل المُصدرة ذات قيمة عالية إلي اتجاه مورد العيش.
النساء اللاتي يدرن مزارعهن يُعَدون من الإتجاه الجديد في التاريخ، كما ان الرجال قاموا بعمل المزرعة الثقيل حسب التقليد. استخدام المحراث كان نموذجيا للرجال فقط، ومازالوا الرجال يتطوعون في مناطق كثيرة. وبالتالي، أصبح الاعتماد على الحراثة مرتبطًا بتهيمن زراعة- الرجال، مما يؤدي إلي عدم كفائة والعجز إن رحلوا.

## قراءة موسعة
- http://www.fao.org/Gender/en/agrib2-e.htm
- Whitehead, 2009 p.45
- Reardon and Vosti 1995
- Whitehead, 2009 p.43
- Boserup, 1970